# Max Byczkowski
Max Byczkowski (ur. 10 maja 1931 w Berlinie) – wschodnioniemiecki kierowca wyścigowy.

## Kariera
W 1961 roku zadebiutował we Wschodnioniemieckiej Formule Junior. Zajął wówczas drugie miejsce w Schleizu i trzecie w Dreźnie. Rok później odniósł pierwsze zwycięstwo – w Dreźnie. W sezonie 1964 zwyciężył trzykrotnie oraz zdobył tytuł mistrza Wschodnioniemieckiej Formuły 3. Ostatni start zaliczył w 1965 roku.
Ścigał się także w Pucharze Pokoju i Przyjaźni oraz WSMP.

## Wyniki we Wschodnioniemieckiej Formule 3
| Legenda oznaczeń w tabelach wyników Wyświetl szablon na nowej stronie | Legenda oznaczeń w tabelach wyników Wyświetl szablon na nowej stronie                                                                     |
| Oznaczenie                                                            | Wyjaśnienie |
| --------------------------------------------------------------------- | --- |
| Złoty                                                                 | Zwycięzca lub mistrzostwo |
| Srebrny                                                               | 2. miejsce lub wicemistrzostwo |
| Brązowy                                                               | 3. miejsce lub II wicemistrzostwo |
| Zielony                                                               | Ukończył, punktował (w klasyfikacji generalnej, gdy zdobył co najmniej jeden punkt na przestrzeni sezonu, poza trzema powyższymi opcjami) |
| Niebieski                                                             | Ukończył, nie punktował (w klasyfikacji generalnej, gdy nie zdobył co najmniej jednego punktu na przestrzeni sezonu)                      |
| Czerwony                                                              | Nie zakwalifikował się (NZ) |
| Czerwony                                                              | Nie prekwalifikował się (NPK) |
| Różowy                                                                | Nie ukończył (NU) |
| Różowy                                                                | Niesklasyfikowany (NS) (w klasyfikacji generalnej, gdy nie został sklasyfikowany w żadnym wyścigu sezonu)                                 |
| Czarny                                                                | Zdyskwalifikowany (DK) |
| Czarny                                                                | Wykluczony (WYK/EX) |
| Biały                                                                 | Nie wystartował (NW) |
| Biały                                                                 | Kontuzjowany (K/INJ) |
| Biały                                                                 | Wyścig odwołany (OD/C) |
| Bez koloru                                                            | Został wycofany (WYC/WD) |
| Bez koloru                                                            | Nie przybył (NP/DNA) |
| Bez koloru                                                            | Nie brał udziału w treningach (NT/DNP) |
| Bez koloru                                                            | Nie został zgłoszony (–) |
| Pogrubienie                                                           | Start z pole position |
| Kursywa                                                               | Najszybsze okrążenie wyścigu |
| †                                                                     | Nie ukończył, ale jego rezultat został zaliczony ze względu na przejechanie więcej niż 90% dystansu wyścigu.                              |
| *                                                                     | Sezon w trakcie |
| 1/2/3                                                                 | Punktowana pozycja w sprincie kwalifikacyjnym                                                                                             |
| Lista systemów punktacji Formuły 1                                    | |

W latach 1960–1963 mistrzostwa rozgrywano według przepisów Formuły Junior.
| Rok  | Zespół                 | Samochód  | Silnik      | Wyniki w poszczególnych eliminacjach | Wyniki w poszczególnych eliminacjach | Wyniki w poszczególnych eliminacjach | Wyniki w poszczególnych eliminacjach | Wyniki w poszczególnych eliminacjach | Wyniki w poszczególnych eliminacjach | Pkt. | Msc. |
| ---- | ---------------------- | --------- | ----------- | ------------------------------------ | ------------------------------------ | ------------------------------------ | ------------------------------------ | ------------------------------------ | ------------------------------------ | ---- | ---- |
| 1961 |                        |           |             |                                      |                                      |                                      |                                      |                                      |                                      | 9    | 4    |
| 1961 | MC Kraftverkehr Grimma | Melkus 61 | Wartburg R3 | NU                                   | 6                                    | 2                                    | NU                                   | 4                                    | 3                                    | 9    | 4    |
| 1962 |                        |           |             |                                      |                                      |                                      |                                      |                                      |                                      | 14   | 4    |
| 1962 | MC Kraftverkehr Grimma | Melkus 62 | Wartburg R3 | ?                                    | ?                                    | NU                                   | 2                                    | 4                                    | 1                                    | 14   | 4    |
| 1963 |                        |           |             |                                      |                                      |                                      |                                      |                                      |                                      | 8    | 4    |
| 1963 | MC Kraftverkehr Grimma | Melkus 63 | Wartburg R3 | NU                                   | NU                                   | 3                                    | 5                                    | 2                                    | 10                                   | 8    | 4    |
| 1964 |                        |           |             |                                      |                                      |                                      |                                      |                                      |                                      | 30   | 1    |
| 1964 | MC Kraftverkehr Grimma | Melkus 64 | Wartburg R3 | NU                                   | -                                    | 1                                    | 2                                    | 1                                    | 1                                    | 30   | 1    |
| 1965 |                        |           |             |                                      |                                      |                                      |                                      |                                      |                                      | 0    | NS   |
| 1965 | MC Brandis             | Melkus 64 | Wartburg R3 | NU                                   | -                                    | -                                    | -                                    | -                                    | -                                    | 0    | NS   |